# Ludolph Reinier Wentholt (1872-1952)
Ludolph Reinier Wentholt  (Koudum, 13 januari 1872 - 's-Gravenhage, 30 oktober 1952) was een Nederlands bestuursambtenaar en burgemeester.

## Biografie
Wentholt was een lid van de patriciaatsfamilie Wentholt en een zoon van burgemeester Nicolaas Wentholt (1835-1887) en Janke Hofmeister (1837-1880). Hij trouwde in 1897 met Lisette Wilhelmina van Braam Morris (1873-1945) met wie hij vijf kinderen kreeg. In 1892 trad hij in dienst van het Nederlands bestuur in Nederlands-Indië waar hij onder andere resident van Riouw was. In 1928 werd hij benoemd tot burgemeester van Gorssel hetgeen hij tot zijn pensionering in 1940 zou blijven. Hij was ridder in de Orde van Oranje-Nassau.